# Naurui nemzetközi repülőtér
A Naurui nemzetközi repülőtér Nauru egyetlen repülőtere; a repülőtér Yaren település közelében fekszik. Nauru egy szigetállam a Csendes-óceán nyugati részén, Mikronéziában. 
A repülőtér a naurui nemzeti légitársaság, az Our Airline bázisrepülőtere.

## Légitársaságok és úticélok
2023-ban a Naurui nemzetközi repülőtérről az alábbi járatok indulnak:
| Légitársaság   | Célállomások                                   |
| -------------- | ---------------------------------------------- |
| Nauru Airlines | Brisbane, Koror, Majuro, Nadi, Pohnpei, Tarawa |